# Двигатель Nissan J
Nissan J — серия рядных четырёх- и шестицилиндровых бензиновых двигателей внутреннего сгорания, выпускавшихся компанией Nissan с 1965 по 1982 год. 
2,0-литровый пятицилиндровый двигатель выпускался компанией Volkswagen под названием «JL» и устанавливался на Volkswagen Santana. Его мощность варьировалась от 81 до 103 кВт (110—140 л. с.).

## I4

### J13
Рабочий объём двигателя J13 составляет 1,3 л (1289 см3), диаметр цилиндра — 73 мм, ход поршня — 77,6 мм, а мощность — 49 кВт (68 л. с.). Впервые двигатель был представлен на Datsun 411 в 1965—1967 годах, затем с 1967 по 1969 год двигатель устанавливался на Datsun 520 и 521 вместо Nissan L. В Мексике двигатель устанавливался на Bluebird 510S.

### J15
Впервые J15 был представлен в 1969 году на Datsun 521. С 1970-х по 1980-е годы двигатель устанавливался на пикапы Datsun 620 и Datsun 720, седаны 710 и грузовые автомобили Datsun Cabstar. Диаметр цилиндра составляет 78 мм, ход поршня — 77,6 мм, а рабочий объём двигателя — 1,5 л (1483 см3). Двигатель выдаёт мощность 57 кВт (77 л. с.).

### J16
Рабочий объём двигателя J16 составляет 1,6 л (1567 см3), диаметр цилиндра — 78 мм, а ход поршня — 82 мм. Тайваньская компания Yulon устанавливала двигатель J16 на некоторые модификации Nissan Violet.

#### Устанавливался на
- 09.1972—01.1976 Nissan/Datsun Homer, Cabstar T20 — 60 кВт (81 л. с.) при 5400 об/мин
- Yue Loong Violet 707 — 59 кВт (80 л. с.) SAE при 5200 об/мин
- E23 Urvan (на некоторых рынках)
- 1972—1976 Nissan Homer T20[4]
- 1979—1982 Nissan Datsun 720

### J18
Рабочий объём двигателя J18 составляет 1,8 л (1751 см3), диаметр цилиндра — 80,5 мм, а ход поршня — 86 мм. Двигатель устанавливался на автомобили Nissan в Мексике.

## I6

### J20
Рабочий объём двигателя J20 составляет 2,0 л (1973 см3), диаметр цилиндра — 73 мм, а ход поршня — 78,6 мм. С 1966 по 1969 год двигатель устанавливался на Nissan Cedric 130, где развивает мощность 81 кВт (109 л. с.). Ход поршня увеличен на 1 мм.